# Prvoslav Vujčić
Prvoslav Vujčić, cyrylicą: Првослав Вујчић (ur. 20 lipca 1960 w Požarevacu) – serbski powieściopisarz, nowelista i poeta, tworzący głównie w języku serbskim.

## Życie
Vujčić urodził się w zubożałej rzemieślniczej rodzinie. Dorastał w Požarevacu, tam też ukończył gimnazjum.

## Twórczość
Vujčić debiutował wierszami na łamach prasy w 2000.

## Dzieła
- Razmišljanja jednog leša (Thoughts of a Corpse), 2004
- Beograde, dobro je, bi’ iz Toronta tebi (Belgrade, It’s All Good, From Toronto to You), 2004
- Kastriranje vetra (Castration of the Wind), 2005
- Deveto koleno sve/mira (Ninth Step of the Universe), 2005
- Hvatanje pljuvačke, 2012[3]